# Kazanuniversitetet
Kazanuniversitetet är det näst äldsta universitetet i Ryssland efter Moskvauniversitetet. Universitetets fullständiga namn är Kazans (Volga-regionens) federala universitet, ry.: Казанский (Приволжский) федеральный университет, vilket förkortas КФУ, KFU). Det är landets största universitet och grundades 5 november (17 november) 1804 genom ett dekret av tsar Alexander I. Där finns 35 000 studenter och 1 000 forskarstuderande. Antalet professorer är 250 (2012).

## Intressanta fakta
Vladimir Lenin blev 1887 arresterad och relegerad från Kazanuniversitetet efter att ha deltagit i studentdemonstrationer. Den 8 november 1906 drabbade samma sak och av samma anledning den unge studenten och blivande futuristpoeten Velimir Chlebnikov. Matematikern Nikolaj Lobatjevskij, en av den icke-euklidiska geometrins pionjärer, var verksam vid Kazanuniversitetet. 

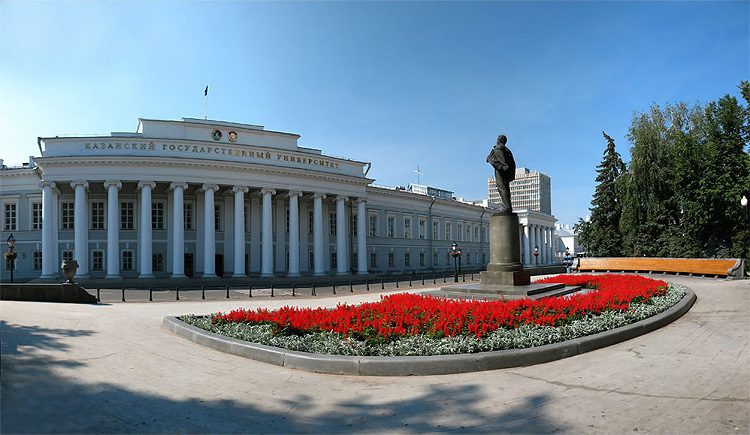
En del av huvudbyggnaden